# Podróż apostolska Franciszka na Litwę, Łotwę i do Estonii

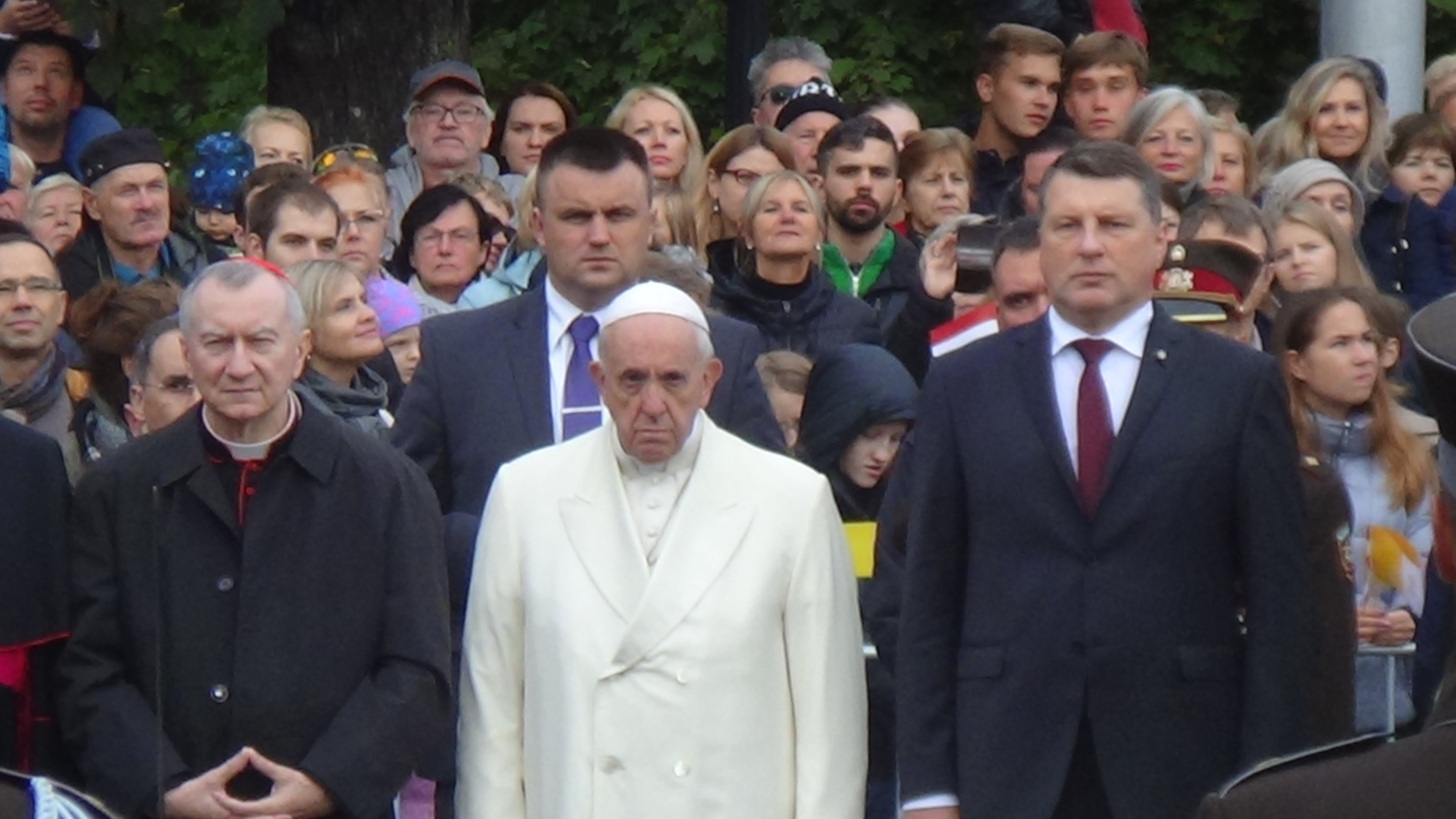
od lewej: Sekretarz stanu Pietro Parolin, Papież Franciszek i prezydent łotewski Raimonds Vējonis

Podróż apostolska papieża Franciszka na Litwę, Łotwę i do Estonii odbyła się w dniach 22–25 września 2018. Podróż na Litwę przebiegała pod hasłem Jezus Chrystus – nasza nadzieja, na Łotwę Okaż, że jesteś matką zaś do Estonii Obudź moje serce.
Na Litwie papież odwiedził Wilno i Kowno, na Łotwie Rygę i Agłonę, zaś w Estonii Tallinn.
Wizyta ta miała miejsce 25 lat po pierwszej podróży zagranicznej Jana Pawła II do krajów bałtyckich, która miała miejsce w dniach 4–10 września 1993.

## Program pielgrzymki
- 22 września

O 7:30 Papież wyleciał samolotem z rzymskiego lotniska Fiucimino do Wilna; przyleci na lotnisko w Wilnie o 11:30. Po wylądowaniu na lotnisku odbyła się ceremonia powitalna, po której Papież spotka się w Pałacu Prezydenckim z prezydent Litwy, Dalią Grybauskaite. Pół godziny po spotkaniu z nią Papież spotkał się przed Pałacem Prezydenckim z władzami, korpusem dyplomatycznym i mieszkańcami Litwy. O 16:30 Papież złożył wizytę w Sanktuarium Matki Bożej Miłosierdzia; o 17:30 spotkał się z młodzieżą na placu przed litewską katedrą. Ostatnim punktem dnia było nawiedzenie litewskiej katedry o 18:40.
- 23 września

O 8:15 Papież pojechał samochodem z Wilna do Kowna. O 10:00 odprawił mszę świętą w parku w Kownie; po mszy o 12:00 odmówił z wiernymi modlitwę Anioł Pański. O 12:35 w Pałacu Kurii w Kownie Papież zjadł obiad z biskupami. O 15:00 w katedrze w Kownie spotkał się z kapłanami, zakonnikami, osobami konsekrowanymi i seminarzystami. O 16:00 pojechał samochodem do Muzeum Okupacji i Walki o Wolność; po drodze pomodlil się pod Pomnikiem Ofiar Getta w Kownie. Wizytę w Muzeum Okupacji Papież rozpoczął o 17:30.
- 24 września

O 7:20 Papież wyleciał samolotem z Wilna do Rygi; samolot z Nim wylądował na lotnisku w Rydze o 8:20. Po przylocie o 8:50 odbyła się ceremonia powitalna na dziedzińcu Pałacu Prezydenckiego, po której o 9:05 Papież spotkał się w Pałacu Prezydenckim z prezydentem Łotwy Raimondsem Vējonisem. O 9:30 Papież spotkał się z władzami cywilnymi, mieszkańcami Łotwy i korpusem dyplomatycznym w sali przyjęć Pałacu Prezydenckiego. O 10:10 Papież wziął udział w ceremonii przed Pomnikiem Wolności, w czasie której pod Pomnikiem złożył kwiaty. O 10:40 Papież odprawił modlitwę ekumeniczną w Domu Rygi; o 11.50 złożył wizytę w katedrze katolickiej św. Jakuba. O 12:30 zjadl obiad z biskupami w Archidiecezjalnym Domu Świętej Rodziny. O 14:30 Papież poleciał helikopterem z Rygi do Agłony; o 16:30 odprawił mszę świętą w Sanktuarium Matki Bożej z Agłony. O 18:30 odbyła się ceremonia pożegnalna na lotnisku w Agłonie; po ceremonii Papież poleciał helikopterem na nocleg do Wilna.
- 25 września

O 8:15 odbyła się ceremonia pożegnalna na lotnisku w Wilnie; po której kwadrans później Papież odlecial samolotem z Wilna do Tallinna; samolot z Nim wylądował na lotnisku w Tallinnie o 9:50. Po ceremonii powitalnej na lotnisku Papież o 10:30 spotkał się  w Pałacu Prezydenckim z prezydent Estonii Kersti Kaljulaid. Po spotkaniu z nią Papież spotkał się o 11:00 władzami cywilnymi, korpusem dyplomatycznym i mieszkańcami Estonii w Różanym Ogrodzie Pałacu Prezydenckiego. O 11:50 odbyło się ekumeniczne spotkanie z młodzieżą w kościele luterańskim w Kaarle. O 13:00 Papież zjadł obiad w klasztorze sióstr brygidek w Pirycie. O 15:15 spotkał się z asystentami organizacji charytatywnych Kościoła rzymskokatolickiego w Katedrze Świętych Piotra i Pawła. O 16:30 Papież odprawił mszę świętą na Placu Wolności. O 18:30 odbyła się ceremonia pożegnalna na lotnisku w Tallinnie, po której kwadrans później Papież odleciał samolotem do Rzymu. O 21:20 samolot z Papieżem wylądował na lotnisku w Rzymie.